# Gare centrale d'Offenbach
La Gare centrale d'Offenbach (en allemand : Offenbach (Main) Hauptbahnhof) est une gare ferroviaire allemande, située au centre-ville d'Offenbach-sur-le-Main dans le land de Hesse. 
C'est une des sept gares de la ville.

## Situation ferroviaire
Offenbach se trouve sur la relation commerciale Francfort - Hanau - Fulda.

## Histoire
La gare a ouvert en 1873.

## Service des voyageurs

### Desserte
| Ligne | Trajet | Fréquence          |
| ----- | --- | ------------------ |
| FLX11 | Gare centrale de Mayence – Gare de l'aéroport de Francfort-sur-le-Main – Gare du midi de Francfort-sur-le-Main – Gare centrale d'Offenbach – Gare centrale de Hanau – Gare de Fulda – Gare de Cassel-Wilhelmshöhe – Göttingen – Hannover Messe/Latzen – Gare centrale de Wolfsburg – Berlin-Spandau – Gare centrale de Berlin | 3 fois par semaine |